# Prologue (littérature)
Pour les articles homonymes, voir Prologue.

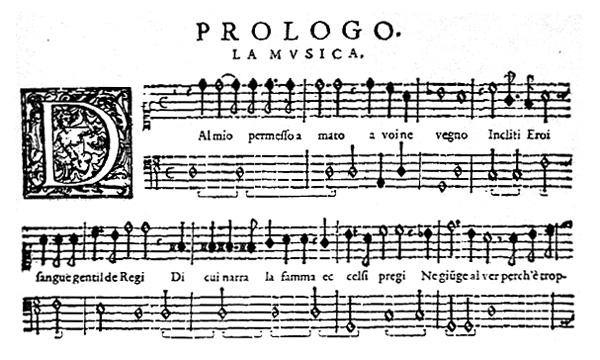
Prologue du livret d’Orfeo.

Le prologue (du grec προ (pro) : avant, et λόγος (logos) : discours) est la première partie d’une œuvre littéraire ou la première scène d’une œuvre dramatique, faisant office de préface, d’introduction ou de préambule, et servant à situer les personnages et l’action de l’œuvre en exposant divers points essentiels à connaître pour l’intelligence de la scène

## Le prologue dans les genres dramatiques

### Dans le théâtre antique
Dans le sens antique, le prologue est une forme naïve de l’exposition, cette partie  si difficile de l’art dramatique. Dans l'antiquité, le prologue permettait aux acteurs n'étant pas encore prêts, de gagner du temps pendant que ceux qui étaient habillés faisaient passer le temps en expliquant le contexte de la scène.
Les prologues de Plaute montrent, par leur longueur même, de ce qu’il fallait d’insistance pour donner à son public une idée de l’action qui allait s’engager et lui permettre ainsi d’en suivre la marche. Selon Constant Martha, « Quand la pièce est un peu embrouillée, qu’il peut y avoir confusion à cause de certains déguisements, il faut voir comment l’acteur-prologue met en garde contre des erreurs possibles ». 
Térence a donné à ses prologues une tournure apologétique qui les a fait ressembler à des parabases de la vieille comédie athénienne. Le prologue, qui pouvait mettre directement l’auteur dramatique en rapport avec le public, servait parfois à présenter une réfutation des critiques que la pièce précédente avait provoquées, ou encore sollicitait l’indulgence pour l’œuvre nouvelle.

### Dans le théâtre médiéval et moderne
Au Moyen Âge, le prologue prend, dans les mystères, la forme dévote d’une homélie ou d’une prière. Celui d’une moralité jouée dans les premières années du XVIe siècle expose comment l’auteur, ayant été transporté tout à coup aux portes de l’enfer, y a surpris une conversation entre Satan et Lucifer sur les moyens à employer pour la tentation des hommes et il annonce que sa pièce n’a d’autre objet que de dévoiler les artifices de Satan. 

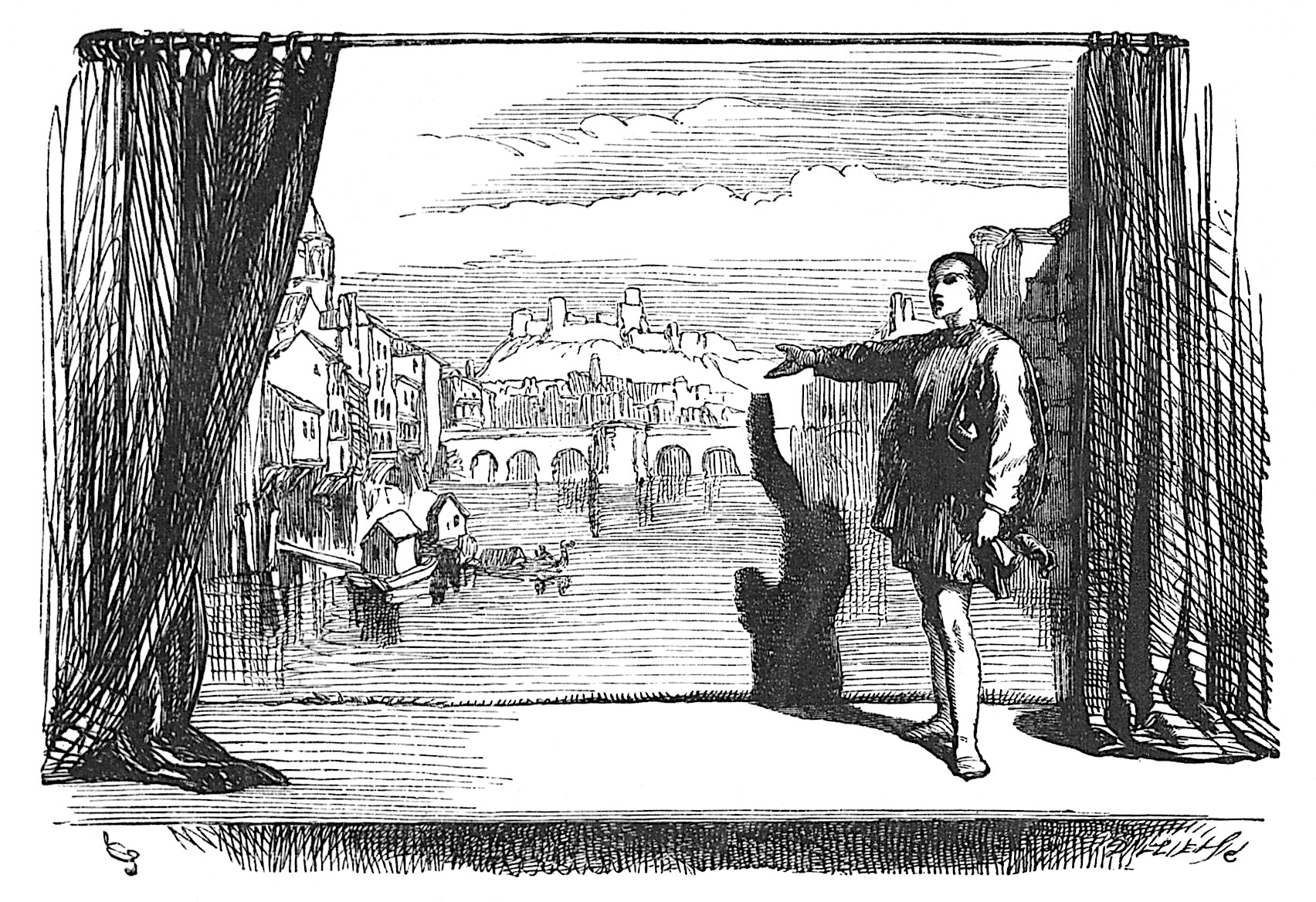
Le prologue de Roméo et Juliette.

Un peu plus tard, les auteurs du théâtre de l’hôtel de Bourgogne ont utilisé, en guise de prologue, les talents facétieux et la tournure grotesque de Gros-Guillaume, de Gautier-Garguille, de Bruscambille et de Turlupin, pour mettre les spectateurs de belle humeur.
Molière a renouvelé le prologue antique dans son Amphitryon. Il en a mis un aussi au Malade imaginaire. L’Esther de Racine est précédée d’un prologue, mis dans la bouche d’un personnage allégorique, « la Piété », et qui montre l’auteur plus attentif à flatter Louis XIV qu’à donner sur sa tragédie des éclaircissements, d’ailleurs superflus.
À la même époque, c’est surtout dans les opéras que les prologues sont de mise. Quinault et les autres poètes les font aussi servir à la louange du roi-soleil. Au XVIIe siècle, diverses pièces du répertoire du Théâtre-Italien et des petits théâtres comportaient également des prologues, qui ont pris un caractère particulier de vivacité et de comique ; c’était souvent une scène entre un comédien et le poète dramatique, ou entre le directeur, sur le théâtre, et un spectateur dans la salle, etc.
Le théâtre anglais a eu des prologues joués à rideau baissé qui offraient l’apologie de l’auteur. Le théâtre allemand a les prologues de Wallenstein et de Faust comme modèles de prologue.
À l’époque moderne, le prologue se présente surtout comme un moyen de faire connaître dramatiquement, et non par forme de récit, des faits antérieurs au temps où s’accomplira l’action principale de la pièce. Ce prologue, qui constitue comme un acte rétrospectif, offre l’avantage de laisser au drame, dans une certaine mesure, l’unité de temps.

## Le prologue dans les autres genres littéraires
En dehors du théâtre, on a donné le nom de prologue à des discours préliminaires en vers ou en prose, à des débuts et aux invocations de poèmes, aux Fables de La Fontaine servant d’avant-propos à chacun de ses livres, aux chapitres-préfaces des divisions de Gargantua et de Pantagruel, etc.

## Le prologue en musique
Le prologue peut introduire un opéra ou une œuvre de musique, selon le livret sur lequel il se base, par exemple dans Les Béatitudes de César Franck.

## Source
- Gustave Vapereau, Dictionnaire universel des littératures, Paris, Hachette, 1876, p. 1653-4